# 岩手県道20号軽米種市線
岩手県道20号軽米種市線（いわてけんどう20ごう かるまいたねいちせん）は、岩手県九戸郡軽米町から洋野町種市へ至る県道（主要地方道）である。

## 概要
軽米町から洋野町種市の国道45号交点まで北東方向へ伸びる。

### 路線データ
- 実延長：25,268.7 m[1]
- 起点：九戸郡軽米町[1]（国道395号交点）
- 終点：九戸郡洋野町種市[1]（国道45号・県道150号交点）

## 歴史
- 1959年（昭和34年）3月31日 - 県道に認定される[1][2]。
- 1976年（昭和51年）4月1日 - 県道軽米種市線の一部が、軽米種市線として建設省（現・国土交通省）から主要地方道の指定を受ける[3]。
- 1993年（平成5年）5月11日 - 建設省により改めて主要地方道の指定を受ける[4]。

## 地理

### 通過する自治体
- 九戸郡
  - 軽米町
  - 洋野町

### 交差する道路
- 国道395号（軽米町大字上舘第30地割）
- 岩手県道11号八戸大野線（軽米町大字上舘第44地割）
- 国道45号・岩手県道150号種市停車場線（洋野町種市第24地割）